# Porsche 963
Porsche 963 är en sportvagnsprototyp som den tyska biltillverkaren Porsche presenterade vid Goodwood Festival of Speed i juni 2022.

## Porsche 963
Porsche 963 är byggd enligt reglementet för Le Mans Daytona h. Den kommer att tävla i både IMSA Sportscar Championship och FIA World Endurance Championship med debut i Daytona 24-timmars 2023. Bilen har en åttacylindrig turbomotor, kombinerat med ett standardiserat hybridsystem. I enlighet med LMDh-reglementet använder Porsche även ett standardiserat chassi, levererat av Multimatic.

## Tekniska data
| Tekniska data               | Porsche 963                                                           |
| --------------------------- | --------------------------------------------------------------------- |
| Motor:                      | Mittmonterad 8-cyl 90° V-motor med turbo                              |
| Cylindervolym:              | 4593 cm³                                                              |
| Max effekt:                 | 680 hk                                                                |
| Ventilstyrning:             | Dubbla överliggande kamaxlar per cylinderrad, 4 ventiler per cylinder |
| Hybridsystem:               | KERS                                                                  |
| Växellåda:                  | 7-växlad sekventiell                                                  |
| Hjulupphängning fram & bak: | Dubbla tvärlänkar, horisontellt monterade skruvfjädrar                |
| Bromsar:                    | Keramiska skivbromsar                                                 |
| Chassi & kaross:            | Monocoque av kolfiber                                                 |
| Hjulbas:                    | 3148 mm                                                               |
| LxBxH:                      | 5100 x 2000 x 1060 mm                                                 |
| Torrvikt:                   | 1030 kg                                                               |